# Mliječnomeda
Mliječnomeda (Milkomeda ili Milkdromeda) je galaktički proizvod sudara Andromede i Mliječnoga puta. Prema simulacijama, ovaj će objekt izgledati poput divovske eliptične galaktike, ali sa središtem koje pokazuje manju zvjezdanu gustoću od trenutnih eliptičnih galaksija. Međutim, moguće je da će rezultirajući objekt biti velika lećasta galaksija, ovisno o količini preostalog plina u Mliječnom putu i Andromedi.
U dalekoj budućnosti, otprilike 150 milijardi godina od danas, preostale galaksije Lokalne grupe udružit će se s tim objektom, što je sljedeća evolucijska faza lokalne skupine galaksija.